# South Park-i tanulók és iskolai alkalmazottak

A South Park-i gyerekek: (hátsó sor, balról jobbra) Timmy, Stan Marsh, Kenny McCormick, Eric Cartman, Butters Stotch (első sor, balról jobbra) Token Black, Kyle Broflovski, Craig Tucker, Jason, Clyde Donovan, Tweek Tweak, Jimmy Vulmer

Ez a cikk a South Park című amerikai animációs sorozat általános iskolás mellék- és visszatérő szereplőit, illetve a South Park-i általános iskola alkalmazottait tartalmazza, kivéve a négy főszereplőt (Stan Marsht, Eric Cartmant, Kyle Broflovskit és Kenny McCormickot), valamint a számos epizódban központi szerepet betöltő Butters Stotchot – ők szintén a South Park-i iskola tanulói, jellemzésük saját cikkükben olvasható. Habár kisebb visszatérő szerepekben néhány egyéb osztályba járó szereplő is feltűnik, a sorozat középpontjában – a főszereplőket is beleértve – elsődlegesen a negyedikes tanulók állnak. Tanáruk jelenleg Mr. Garrison, akinek rövid időre homoszexuális szeretője, Mr. Furkó volt a tanársegédje. Miután a negyedik évad közepén a gyerekek negyedik osztályba léptek (A negyedik osztályban), Ms. Choksondik tanította őket, a hatodik évadban bekövetkezett haláláig (A Simpsonék már megcsinálták…). A sorozat első négy évada során a gyerekek még harmadik osztályba jártak, tanáruk ekkor is Mr. Garrison volt. Az iskola alkalmazottai közül a képernyőn számos alkalommal feltűnik még Mr. Mackey, aki a nagy fejéről és a jellegzetes beszédstílusáról ismert, illetve Séf bácsi, az iskolai menza szakácsa, a főszereplő gyerekek barátja és bizalmasa. Séf alakját a készítők a 10. évad elején, 2006 tavaszán kiírták a sorozatból, mert korábban a szereplő eredeti hangját biztosító Isaac Hayes máig ellentmondásos körülmények között távozott a műsorból.
A sorozat animációs stílusának megfelelően a többi szereplőhöz hasonlóan a South Park-i tanulók alakját is egyszerű geometriai formákból, alapszínek felhasználásával alkották meg. A második epizód óta (Testsúly 4000, első évad, 1997) az összes szereplőt számítógépes szoftverrel keltik életre, de a készítők szándékosan megőrizték az első epizódra jellemző, papírból kivágott figurákra emlékeztető hatást. A legtöbb iskolás szereplő sűrűn káromkodik, a sorozatot megalkotó Trey Parker és Matt Stone így akarta bemutatni, hogy szerintük a valóságban hogyan beszélnek egymás között a gyerekek, amikor nincs a közelükben felnőtt. Parker azt is elárulta, a sorozat fő célja az volt, hogy a tanulókat „egyszerűen gyerekként viselkedő gyerekeknek” ábrázolják, és pontosan bemutassák, „milyen lehet általános iskolásnak lenni Amerikában”.

## Tanulók

### Negyedikes mellékszereplők

#### Bebe Stevens
Bebe Stevens (eredeti hangja Jennifer Howell, magyar hangja Zsigmond Tamara és Nemes Takách Kata) általában piros felsőt, zöld nadrágot, valamint szürke kesztyűt visel, szőke, göndör haja van. Wendy Testaburger legjobb barátnője, az egyes részekben legtöbbször az ő társaságában látható. Legfontosabb szerepét a Bebe dudái konfliktust okoznak című részben tölti be, melyben nőni kezdenek a mellei, ezért hirtelen a fiúk érdeklődésének középpontjába kerül. A szereplő A Lista című részben is jelentős, melynek során csúnyán összeverekedik Wendyvel.

#### Clyde Donovan
Clyde Donovan (korábban Clyde Goodman, illetve Harris, magyar hangja Seszták Szabolcs) leginkább háttérszereplő, de néhány részben központi szerepet kap. Clyde-nak barna haja van, rendszerint bordó kabátot és világosbarna nadrágot hord, a legtöbb South Park-i gyerekkel ellentétben nem visel sapkát. A szereplő a Tetves csapások című részben a legjelentősebb, de fontosabb szerepet tölt be A Lista című epizódban is. Anyja, Betsy a "Vécéperánsz" című epizódban hal meg, apját Rogernek hívják és van egy testvére is. Barátságuk ellenére a fiúkkal alkalmanként szembenáll, a "South Park: The Stick of Truth" című videojátékban ő a főellenfél, a "Post Covid: The Return of Covid" című részben pedig oltásellenes, összeesküvés-elméletekben hívő felnőttként ábrázolják, aki meg akarja akadályozni a többiek tervét. Sokszor van barátnője, a lányok jóképűnek találják.
Eredeti hangja Trey Parker, magyar hangja Seszták Szabolcs, illetve a korai részekben Simonyi Balázs.

#### Craig Tucker
Craig Tucker (eredeti hangja Matt Stone, magyar hangja Szabó Máté, a korai részekben Hamvas Dániel) kék sapkát és kék kabátot hord, rövid, fekete haja van. Magatartási problémái vannak, a korai részekben hajlamos arra, hogy „beintsen” az embereknek, majd azonnal letagadjon mindent, ezért visszatérő gegként gyakran látható Mr. Mackey irodája előtt. A Tweek vs. Craig című epizódból kiderül, hogy a mutogatás családi szokás Craigéknél, valamennyien Tourette-szindrómában szenvednek.
Nem kedveli a négy főszereplőt és alkalmanként rivalizál is velük. Craig nem szereti az izgalmas kalandokat, erre a 12. évad Pánjárvány című részében mutat rá, melyben a főszereplők biztatására részt vesz egy balul elsülő pénzkeresési ötlet végrehajtásában. Ebben az epizódban kijelenti, hogy szerinte nem csak ő, hanem az egész iskola utálja Cartmanéket, amiért azok vakmerőségük miatt folyton bajba keverednek.
A Tweek és Craig című epizódban az ázsiai lányok egy ún. jaoi művészeti stílusban olyan képeket alkotnak róla és Tweek-ről, mintha homoszexuális kapcsolatban lennének. Habár ez eleinte egyáltalán nem így van, végül mégis összejönnek. Sok epizódban együtt látható a pár. A Tegyük le! című epizódban Craig már becézi Tweeket és segít neki. A "Post Covid" című epizód tanúsága szerint a jövőben is együtt vannak és egy párt alkotnak.
Érdekesség, hogy neki még a főszereplőknél is többet van a fején a sapkája. Csak az Öregszünk és a Tetves csapások című részekben volt sapka nélkül.

#### Jimmy Valmer
James „Jimmy” Valmer (korábban Jimmy Swanson, bizonyos forrásokban Jimmy Vulmer) Timmyhez hasonlóan fizikailag korlátozott (izomsorvadás miatt) és csak mankók segítségével képes járni. Szülei úgy hiszik, hogy állapota isten büntetése azért, mert rendszeresen kigúnyolták a nyomorékokat. Jimmy fogszabályzót visel és Timmy-vel ellentétben meg tudja magát értetni az emberekkel, noha dadog. Jimmy amatőr stand-up komikus, gyakran tart fellépéseket barátai előtt. Eredeti hangja Trey Parker, magyar hangja Szabó Máté, majd a későbbiekben Magyar Bálint, a 11. évadban Hamvas Dániel.
Jimmy a GYÉPÉ csata című epizódban mutatkozott be, melyben South Parkba költözése után rövid ellenséges viszonyban állt Timmyvel. Parker és Stone eredetileg csupán egy epizódban akarták szerepeltetni Jimmyt, de végül úgy döntöttek, mégis megtartják a szereplőt. Jimmy azóta kibékült és összebarátkozott Timmyvel és visszatérő szereplő maradt a sorozatban. A Szteroidok hatása alatt című rész végén Jimmy beszédet intéz a szteroidokat használó sportolókhoz, felszólítva őket, hogy önként mondjanak le az ilyen eszközökkel elért eredményeikről. Jimmy szülei, Ryan és Maisy Vulmer néhány alkalommal feltűnnek a sorozatban. A 19. évad végén derül ki, hogy képes megkülönböztetni a híreket a reklámoktól. Remek humorista, gyakran használja viccelődései során a "Micsoda remek közönség!" szófordulatot. Mozgáskorlátozottsága ellenére számos dologban tehetséges, például tehetséges dobos. A "Post Covid" című epizód tanúsága szerint a jövőben saját late night show-t vezet, és őt tartják a "woke komédia királyának".
Melanie McFarland (Seattle Post-Intelligencer) szerint Jimmy, illetve Timmy állapotán és képességein keresztül a sorozat készítői nyíltan elutasítják a mozgássérültek politikai korrektség jegyében történő mellőzését. Jeff Shannon, a The Seattle Times rovatvezetője dicséri a sorozatot Jimmy és Timmy ábrázolása, valamint a fogyatékossággal kapcsolatos kérdések megjelenítéséért és a két szereplőt „jószolgálati nagyköveteknek” nevezi.

#### Pip Pirrup
Pip Pirrup (eredeti hangja Matt Stone, magyar hangja Molnár Levente) népszerűtlen angol diák volt, aki a korai évadok során töltött be fontosabb szerepet a sorozatban. Alakját Charles Dickens Szép remények című művének azonos nevű főhőséről mintázták. Pip a róla elnevezett epizódban volt a legjelentősebb, melyben a készítők South Parkos stílusban felelevenítik a regény cselekményét, Malcolm McDowell elbeszélésében. A szőke hajú Pip ódivatú barna kalapot, barna csokornyakkendőt, divatjamúlt piros kabátot, fehér inget és kékes-ibolyaszínű nadrágot viselt. Az állandó gúnyolódások és megalázások ellenére Pip vidám és nyugodt gyerek volt, ám amikor a többiek franciának nevezték, felbőszült (feltehetőleg utalva arra a sztereotípiára, mely szerint a britek és a franciák kölcsönösen utálják egymást).
Pip a 14. évad 201 című epizódjában veszti életét, amikor a várost feldúló Mecha Streisand eltiporja.

#### Timmy
Timmy (eredeti hangja Trey Parker, magyar hangja Hujber Ferenc) értelmi fogyatékos fiú. Narancssárga haja van, kerekesszékhez kötött és csak a saját nevét, esetleg egyszerűbb szavakat tud kimondani. A szereplőt a sorozat egyik készítőjének, Adrien Beardnek egy volt általános iskolai tanulótársa ihlette. Timmy pontos betegségére sosem utaltak még a sorozatba, habár a South Park hivatalos weboldala szerint „a Tourette-szindróma és a részleges bénulás bizarr kombinációjában szenved.”
Timmy elsőként A fogtündér című epizódban jelent meg, noha a cselekmény szempontjából csupán kevés jelentőséggel bírt. a Comedy Central eredetileg el akarta távolítani Timmyt a sorozatból – a szereplő ellentmondásossága miatt –  de a készítők, Trey Parker és Matt Stone kitartottak mellette. A döntéshez az a tény is hozzájárulhatott, hogy az egyes részekben osztálytársai egyenlő félként tekintenek Timmyre és nem éri őt hátrányos megkülönböztetés. Az alkotók hangsúlyozták annak fontosságát, hogy Timmy állapota ellenére „jól érzi magát a bőrében” és a szereplőt a „csapat részeként ábrázolják, nem pedig a kegyetlen iskolás humor céltáblájaként”. Két héttel debütálása után Timmy saját epizódot kapott, melyben társaival együtt az orvosok tévesen őt is figyelemhiányosnak diagnosztizálják. Ugyanebben a részben Timmy szülei, Richard és Helen is láthatóak, akik fiukhoz hasonlóan szintén szellemileg visszamaradottak. Amikor Jimmy Vulmer a (GYÉPÉ csata) című részben feltűnt, Timmy őrülten féltékeny volt a társai között gyorsan népszerűvé váló új South Park-i tanulóra, de egy brutális verekedés után jó barátok lettek. Timmy a 10. évad és 14. évad között háttérbe szorult. A legújabb részekben általában Jimmyvel együtt jelenik meg, illetve akkor, amikor Nathan és Mimsy is főszereplők.
Timmy a nézők körében gyorsan népszerű lett, 2005-ben a BBC által szponzorált Ouch! elnevezésű weboldal látogatói Timmyt választották meg „a legnagyszerűbb fogyatékkal élő televíziós szereplőnek”. Miközben Jimmy és Timmy sorozatbeli ábrázolását dicsérte, A The Seattle Times írója, Jeff Shannon „jószolgálati nagyköveteknek” nevezte a két szereplőt. Hozzátette, hogy „első pillantásra úgy tűnhet, Timmy alakja megerősíti azon fogyatékossághoz kötődő és lekezelő előítéleteket, melyek fokozatosan kezdenek kikopni a szórakoztatóiparból. De, mint bárki más a South Parkban, Timmy valójában kérdőre vonja ezen feltevéseket, tabukat döntöget és különleges mivoltával átszövi a sorozat szövedékét”. Timmy második helyezést ért el az IGN által megjelentetett „A tíz legjobb perifériára szorult South Park-szereplő” listán.

#### Tolkien Black
Tolkien Black (korábban Token Black, Token Williams, eredeti hangja Adrien Beard, magyar hangja Kapácsy Miklós, korábban Simonyi Balázs és Crespo Rodrigo) sokáig az egyetlen színes bőrű gyerek a South Park-i általános iskolában. Neve utalás a tokenizmusra, vagyis arra a jelenségre, amely során valamely fiktív műbe egy, a képernyőn sűrűn látható, de a cselekmény szempontjából lényegtelen kisebbségi szereplőt helyeznek, a politikai korrektség jegyében. A szereplő elnevezését egyes források a sorozat politikai korrektséget ellenző attitűdjének tulajdonítják, illetve burkolt célzásnak tekintik arra vonatkozóan, hogy a tokenizmus annyira elavult, hogy már nevetni is lehet rajta. Nevének ellenére Tolkien néha fontos szerepet tölt be egy-egy epizódban és a negyedik évad Cartman súlyos bűne című része óta visszatérő szereplő. Tolkien családja a leggazdagabb a városban, így a többiek rendszeresen kigúnyolják – nem a bőrszíne, hanem a pénze miatt. Szülei az Itt jönnek a szomszédok című részben szerepelnek először, Tolkien anyja, Linda gyógyszerész, míg apja ügyvéd, később pedig a "Hősgyökeres Farm" vezetőjeként marihuánát termeszt, és Randy Marsh legnagyobb riválisa lesz. A 25. évadban, a Böcstelenség című részben kiderül hogy Token valódi neve Tolkien Black, mert az apja rajong a szerző J.R.R. Tolkienért, és a keresztnevét a szereplők mindvégig félrehallották.
Szereplései során sűrűn merülnek fel faji kérdések: a Cartman súlyos bűnében Tolkien (Stan Marshsal és Kyle Broflovskival együtt) elítéli és képmutatásnak tartja a gyűlölet-bűncselekmény, mint jogi kategória létezését. A 11. évad során a Jesse Jackson segedelmével című epizódban nézeteltérése támad Stannel, miután annak apja élő televíziós adásban kimondja a „nigger” szót. A "Zimmerman világháború" című részben Cartman a faji háború potenciális kirobbantójaként nevezi meg őt, és az epizód végén le is lövi. A "Cartman és a szerelem" című részben Cartman úgy gondolja, hogy össze kell hoznia a fiút az új diáklánnyal, Nichole-lal, mert "a feketék összetartoznak". Egy időben, amíg Wendy szakított Stannel, Tolkiennel járt. A korai részekben Tolkient még fehérnek láthatjuk. Haja és pulóvere a "T" betűvel viszont ugyanaz.
Míg mellékszereplő volt, Parker és Stone felváltva kölcsönözte a szereplő hangját. Jelenleg Adrian Beard, a sorozat művészeti igazgatója és társproducere Tolkien eredeti hangja. Beard véletlenül került ebbe a pozícióba, ugyanis a Cartman súlyos bűne készítése során Trey Parker gyorsan találni akart valakit Tolkien hangjához és Beard volt az egyetlen színes bőrű az épületben.

#### Tweek Tweak
Tweek Tweak (eredeti hangja Matt Stone, magyar hangja Rába Roland, a korai részekben Kálloy Molnár Péter) hiperaktív, paranoid és idegeskedő természetű gyerek. Gyakran furcsán viselkedik és azt kiabálja, „Nem bírom ezt a feszültséget!”. Nevének jelentése az amerikai szlengben metamfetamint használó, illetve hiperaktív vagy diszfunkcionális ember. A szereplőnek kócos szőke haja van, félregombolt szürkészöld inget és sötétkék farmert visel. Szülei, Richard és Cindy egy kávézót vezetnek, szerintük a fiuk csupán figyelemhiányos és általában kávéval próbálják megnyugtatni – ezzel csak rontva Tweek idegállapotán. Tweek szülei az Alsónadrág-gnómok és A gyerekmolesztálás nem mulatságos című részekben töltenek be jelentősebb szerepet.
Tweek a második évad során, az Alsónadrág-gnómok című részben mutatkozott be, a hatodik évad alatt pedig átmenetileg központi szereplővé vált a sorozatban. Mivel Kenny McCormick a hatodik évad epizódjainak többségében nem szerepelt, ez lehetőséget adott a South Park készítőinek arra, hogy Tweek és Butters nagyobb figyelmet kapjon. A Karácsony Irakban című részben Kenny visszatért a sorozatba, ezután Tweek háttérszereplővé vált.
A Tweek és Craig című epizódban az ázsiai lányok jaoi művészeti stílusban alkotnak képeket arról, hogy Tweek és Craig homoszexuális kapcsolatban vannak. Habár ez kezdetben nem igaz, végül mégis összejönnek és egy párt alkotnak.

#### Wendy Testaburger
Wendy Testaburger a South Park-i általános iskola talán legtöbbet szerepeltetett diáklánya, Bebe Stevens legjobb barátnője és Stan Marsh szerelme. Az angol változatban négy különböző színész szinkronizálta az évek során, Mary Kay Bergman, Mona Marshall, Eliza Schneider, legutóbb pedig April Stewart, magyar hangja Roatis Andrea, Szabó Zselyke és Zsigmond Tamara. Wendy alakját állítólag Trey Parker volt menyasszonya, Liane Adamo ihlette, nevét pedig Wendy Westiberg, Matt Stone egyik gyerekkori barátjának felesége után kapta. A szereplő már a The Spirit of Christmas című rövidfilmben is feltűnik és a sorozat kezdetei óta a South Park szereplője.
Wendy érettebb kortársainál, a különféle divathóbortokhoz legtöbbször kritikusan viszonyul, liberális és feminista nézeteket vall, továbbá környezetvédő. A sorozat elején Wendy szerepe szinte csak annyi volt, hogy ő volt Stan szerelme. Wendy és Stan gyakran próbáltak beszélni, de Stan mindig túl ideges volt és visszatérő gegként lehányta Wendyt. A későbbi évadokban kapcsolatuk kihűl („hivatalosan” az Elkenődve című részben szakítanak Stannel), ám a Kövesd a tojást című részben kiderül, hogy Stan még mindig szereti Wendyt. Végül A Lista című epizódban Stan és Wendy újra egymásra talál és a köztük lévő kapcsolat tényét a későbbi Komolytalan komák című rész is egyértelművé teszi. Wendy gyűlöli Cartmant, aki sokszor gúnyt űz belőle az osztály előtt és a Verekedni akarsz velem suli után? című epizódban brutálisan össze is veri, miután Cartman folyamatosan a mellrákkal viccelődik.

#### Egyéb tanulók
- Bradley Biggle "Mentolbogyó-Roppancs" (eredeti hangja Trey Parker, magyar hangja Simonyi Balázs) az egyik grufti, Henrietta öccse. Bradley háttérszereplőként először Az őserdőben című részben tűnt fel. Főbb szerepet a Mosómedve 2 című epizódban kapott, mint a főszereplő gyerekek szuperhős-csapatának mellőzött tagja. A legjelentősebb szerepe a Mosómedve kontra társai című részben van, ahol ő meséli el (leginkább a saját szemszögéből) a történetet: fény derül arra, hogy ő valójában egy távoli bolygóról származik (eredeti neve Gok-zarah) és szülei azért küldték le a Földre, hogy a sötét idők idején megvédje azt. Miután fény derül képességére, legyőzi Cthulhut és elbúcsúzik barátaitól.
- Bill, Terrance és Fosse a Meleg Al meleg vízitúrája című részben tűnik fel először, amelyben Stant gúnyolják. A szereplők mély hangon nevetnek, Beavis és Butt-head stílusban. Terrance Alphonse Mefityisztónak, az őrült South Park-i tudósnak a fia. Bill és Fosse feltűnik az Ifjú rendőrnyomozók című részben, de azóta csupán a háttérben figyelhetők meg.[35]
- Damien a róla elnevezett epizódban tűnt fel először, de később a Káosz Professzor című részben is feltűnik. A szereplő a Sátán fia és rövid ideig a South Park-i iskola tanulója volt. Alakját és nevét az 1976-os Ómen című horrorfilmben szereplő Damien Thorn ihlette.[36]
- DogPoo egy háttérszereplő, alakját a Peanuts című képregénysorozat Pig Pen nevű szereplője inspirálta.[37] DogPoo-nak piszkos, fakó haja van és koszos ruhákat hord, valamint az arcán is látható egy nagy barna folt. Nevének jelentése angolul „kutyaürülék”.
- Heidi Turner kezdetben csak háttérszereplő, majd a sorozat későbbi évadaiban egy időben Cartman barátnője.
- Jason White barna hajú, szürke galléros bíborszínű kabátot és kék farmert visel. A South Park alkotói a szereplőt az egyik színésztársukról, Jason McHughról mintázták,[38] aki a Cannibal! The Musical és a Spermafióka című Parker–Stone filmek elkészítésében producerként és színészként is részt vett.[39] Jason a 23. évad Évadfinálé című epizódjában veszti életét, amikor elgázolja egy rendőrautó.
- Kevin Stoley világoskék kabátot, valamint fekete nadrágot visel és fekete haja van. A töppedt ikerszarkómás ápolónő című epizódban kiderül, hogy kínai származású amerikai. Kevin – aki Csillagok háborúja rajongó[40] – eddig talán a Zsírszakáll című epizódban töltötte be a legfontosabb szerepet. Néhányszor megszólal, és valamilyen furcsa javaslatot tesz egy adott helyzetben, amit jellemzően Cartman reagál le a "Kevin, te farok" kifejezéssel.
- Leslie Meyers fekete hajú, sárga hajpántos sárga pulcsit és zöld nadrágot hordó lány. Először a 19. évad során kapott jelentősebb szerepet, eleinte leginkább csak úgy, hogy PC igazgató leordította, amiért beszélgetett, mialatt ő beszélt a diákokhoz. Később szorosabb viszonyba kerül a fiúkkal, ám kiderül róla, hogy ő nem is egy létező személy, hanem csak egy reklám. PC igazgató öli meg a PC Igazgató végítélete című részben a fegyverfelvonuláson.
- Nathan (magyar hangja Seder Gábor) egy Down-szindrómás gyerek, aki a külvilág felé ártatlannak mutatkozik, valójában egy számító és gonosz manipulátor. Ősellensége Jimmy, illetve rajta keresztül Timmy. Egy másik fogyatékos fiú, Mimsy a segédje. Felbukkanásaik alkalmával humoros, a "Bolondos dallamok" rajzfilmjeit idéző jelenetekben szerepelnek, melyek során jellemzően Nathan keresztbe akar tenni Jimmynek vagy Timmynek, de a tervét meghiúsítja Mimsy ostobasága.
- Red (máskor Bertha vagy Rebecca[41]) vörös hajú és indigókék kabátot visel, alatta sötétlila ruhával. Rendszerint Clyde és Annie társaságában tartózkodik.[41]
- Scott Malkinson alkalmi mellékszereplő, akit pöszesége és cukorbetegsége miatt Cartman gyakran gúnyol.

### Tanulók más osztályokból

#### Ike Broflovski
Ike Broflovski (magyar hangja a legtöbb epizódban Molnár Levente) Kyle adoptált kisöccse, az egyetlen kanadai származású a South Park-i iskolában. Ike hároméves, tehetsége miatt korábban mehetett óvodába.

#### Darkos srácok
A darkos srácok vagy gruftik csoportja nagymértékben tipizált tagokból áll, akik az Elkenődve című részben tűntek fel először, amikor Stan Marsh egy rövid időre csatlakozott hozzájuk. Ritkán járnak iskolába, helyette egész nap kávéznak és dohányoznak. A kívülállókat konformistáknak tartják, akiktől mindenáron különbözni akarnak, mégis, mindegyikük önként alkalmazkodik a goth stílus külsőségeihez. A büntethetetlen és a "Pozőrök hajnala" című részben, illetve a Mosómedve-trilógia második és harmadik részében töltöttek be fontosabb szerepet. A tagok közé tartozik Michael, a csapat magas, göndör hajú vezetője (magyar hangja Viczián Ottó, később Molnár Levente); egy túlsúlyos lány, Henrietta Biggle (magyar hangja Molnár Ilona) (akinek szülei is feltűnnek bizonyos epizódokban); Firkle, egy óvodás gyerek, a csapat legfiatalabb tagja; illetve Pete, egy lila bakancsos fiú, akinek fekete haja van, vörös csíkokkal és folyamatosan próbálja kirázni a frufruját a szeméből (magyar hangja Szalay Csongor).

#### Dougie
Dougie (a korai magyar fordításban néha Dugó néven szerepel; eredeti hangja Trey Parker, magyar hangja Seszták Szabolcs) másodikos fiú, vörös hajjal és szeplőkkel. Először a Csupaszon egy forró kádban című részben tűnik fel, itt még elsősként. Az epizódban Butters Stotch és Pip barátja, egyike az iskola legnépszerűtlenebb tanulóinak. A Káosz Professzor című epizódban Dougie is indult a Kenny helyettesítésére kiírt versenyen, de legnagyobb csalódottságára hamar kiesett, ezért Rettenet Tábornok (General Disarray) néven csatlakozik Butters gonosz alteregójához, Káosz Professzorhoz. Ezután együtt próbáltak meg „pusztulást hozni a világra”, természetesen nem sok sikerrel. Dougie A Simpsonék már megcsinálták…, az Állati bénák és a Revolúció 1. című részekben is látható, mint Rettenet Tábornok. Ugyanakkor nem szerepelt Káosz Professzor oldalán a Egy kellemes nap fegyverekkel című részben és – vörös haja ellenére – a Vörhenyesek címet viselő epizódban sem. Legutóbb A Mosómedve című részben kap fontosabb szerepet, mint Rettenet Tábornok.

#### Az ötödikesek
Az ötödikesek a főszereplőknél egy évvel idősebb gyerekek, akik mindik piszkálták negyedikes korukban a főszereplőket. A Negyedik osztályban című részben egy időre feltűnnek, majd az 1% c. részben – amikor Cartman túlsúlyossága miatt mindenkinek a suliban plusz órákra kellett járnia – felgyújtották Cartman házát, és sorra pusztították el Cartman plüssállatait.

#### A hatodikosok
A hatodikosok a South Park-i általános iskola idősebb tanulói, akik sokszor zsarnokoskodnak a fiatalabb gyerekek felett. Eredetileg ötödikesek voltak, de a negyedik évad során – a főszereplőkhöz hasonlóan – ők is feljebb léptek egy osztályt. Vezetőjük egy jellegzetes hajviseletű fiú, aki mindig a saját képmásával ellátott pólót visel. A hatodikosok talán A kalóz-kísértet rejtélye, az  Ovi-sokk és A Gyűrűk Ura videókazetta visszatérése a Két torony videotékába című epizódokban a legjelentősebbek, az újabb epizódokban már háttérbe szorultak. Legelőször a Sugározatlan Pilotban szerepeltek, mint ötödikesek.

## Iskolai alkalmazottak

### Ms. Choksondik

Ms. Choksondik

Diane Choksondik (a magyar fordításban néha „Csokszondákó”, eredeti hangja Trey Parker) a negyedikesek tanárnője volt, miután Mr. Garrison egy időre elvesztette tanári állását. Ms. Choksondik elsőként A negyedik osztályban címet viselő epizódban szerepelt, melyben meg kellett küzdenie diákjai ellenszenvével, akik új osztályba lépve visszasírták a harmadik osztályos életet, és időgéppel vissza akartak menni a múltba. Ms. Choksondik kétségbeesésében az akkor remeteként élő Mr. Garrisonhoz fordult segítségért, aki megtanította neki, hogyan bánjon a gyerekekkel.
A szereplőnek különösen nagy, megereszkedett mellei voltak (és nem viselt melltartót), túlsúlyos volt és tompa látásban szenvedett. A Szexuális felvilágosítás óra című epizódban a lányoknak tartott felvilágosító órát (azonban – mint a rész végén kiderült – erre a feladatra tapasztalatlansága miatt alkalmatlannak bizonyult), majd szexuális kapcsolatba került a szintén tapasztalatlan Mr. Mackeyvel.
Miután ezt az előző epizód végén (Káosz Professzor) bejelentették, Ms. Choksondik A Simpsonék már megcsinálták… című epizódban rejtélyes körülmények közt életét vesztette. A főszereplő gyerekek tengeri rákokat tettek a kávéjába, de amikor tanárnőjük ezután váratlanul meghalt, egy ideig azt hitték, ők ölték meg. A tanárnő halála után a gyerekek szünetet kaptak, ezután egy ideig Mr. Mackey helyettesített, Mr. Garrison visszatéréséig.

### Mr. Furkó

Mr. Garrison és Mr. Furkó

Mr. Furkó, később Furkó úr (eredetileg Mr. Slave, eredeti hangja John 'Nancy' Hansen, magyar hangja Barabás Kiss Zoltán) Herbert Garrison meleg szeretője és tanársegédje volt, mielőtt Garrison nővé operáltatta magát. Gyakran használja a "Fú, de jó vagy!" kifejezést.
A szereplő A tolerancia haláltábora, avagy mit csinál egy egér a seggben című epizódban mutatkozott be, Garrison eredetileg azért fogadta fel, hogy a diákok előtt bizarr mutatványokat adjanak elő és így kirúgassa magát, aztán pedig diszkriminációra hivatkozva beperelhesse az iskolát és nagy összegű kártérítést kapjon. Terve nem vált be, de Mr. Furkó továbbra is a sorozat szereplője maradt. Mr. Furkó szokatlan megjelenése ellenére bölcs és tájékozott: Az ostobenkó kurva videó készlet című részben Wendy-nek segít, szembeszállva Paris Hiltonnal és az általa képviselt léha életstílussal, melyet a South Park-i lányok bálványoztak.
A Mr. Garrison vadiúj vaginája epizódban Mr. Furkó heves vita után szakít Garrisonnal, miután az a megkérdezése nélkül operáltatta magát nővé. Később Mr. Furkó Meleg Al-lel létesít kapcsolatot, végül a Kövesd a tojást című részben – a féltékeny Mrs. Garrison áskálódása ellenére, aki megpróbálja szabotálni a melegházasságokat – össze is házasodtak. Ezt követően csak igen ritkán szerepelt: egyszer a nevére hivatkozva próbáltak a fiúk beszélni Mr. Garrisonnal, amikor elnök volt, egyszer pedig telefonon keresztül sértegette Garrisont, hogy kiprovokáljon belőle egy lépést.
Mr. Furkó karakteréhez nagyon hasonló volt az "Oltásügyi különkiadás" című epizódban Szolgálat úr, aki mint az exelnök testőre mutatkozott.

### Mr. Garrison
Herbert Garrison (korábban Janet Garrison, eredeti hangja Trey Parker, magyar hangja Józsa Imre, az 5. évadtól Gyabronka József) a South Park-i általános iskola tanára. Az első nyolc évadban Mr. Garrisonként volt jelen, de aztán nővé operálták és ettől kezdve Mrs. Garrisonnak hívták. A 12. évad során aztán rájött, mégsem érzi magát jól nőként, ezért ismét férfi lett belőle. Garrison A világraszóló koncert című rész szerint Arkansasból származik, az epizódban a szülei is szerepelnek.
Az első három évad során Garrison volt a harmadikosok tanára és folyamatosan tagadja az egyébként nyilvánvaló homoszexualitását (emiatt homofób nézeteket hangoztatott, de emellett pedofil, valamint vérfertőző hajlamai is voltak). A negyedik évad egyik epizódjában (Cartman a NAMBLA tagja) kiskorú elcsábításáért határozatlan időre felfüggesztették, ekkor az írás felé fordult. A könyvét azonban homoerotikusnak nyilvánították, ezért némi bujkálás után bevallotta másságát, viszont negyedik osztályos tanári állását nem kapta vissza. Ehelyett az óvodások oktatója lett, de Ms. Choksondik halála után visszahelyezték korábbi állásába. Garrison akkor bérelte fel tanársegédnek Mr. Furkót, homoszexuális szeretőjét, hogy diszkriminációra hivatkozva kirúgassa magát és perelhessen, ám nem járt sikerrel. Mr. Garrison azóta a negyedikesek tanára, leszámítva egy rövid kitérőt, amikor megválasztották az Egyesült Államok elnökévé. Tanítási módszerei már a kezdetek óta meglehetősen szokatlanok, a tananyag helyett legtöbbször különféle bulvárhírekről, zenekarokról és TV-sorozatokról mesél a gyerekeknek.
Garrison először a 19. évad "Hová lett a hazám?" című részében fogalmazta meg aggodalmait amiatt, hogy az Egyesült Álalmokban egyre több az illegális (kanadai) bevándorló. Ez arra ösztökéli, hogy induljon az Egyesült Államok elnöki pozíciójáért - kampánytanácsadója és alelnökjelöltje Caitlyn Jenner lett. Garrison testesítette meg Donald Trump elnöki kampányát a sorozatban, akit aztán miután a 20. évad alatt megválasztottak elnökké, úgy Garrison karakterét is azzá tették a sorozatban. Ennek megfelelően új külsőt és jellemet, Trumpra emlékeztetőt kapott, léha és nemtörődöm lett, aki gátlástalanul beszólogatott mindenkinek az interneten keresztül. Miután az "Oltásügyi különkiadás" című epizódot megelőzően elveszítette az elnökválasztást, visszatért South Parkba tanítani, egy testőr, Szolgálat úr kíséretében.
Garrisont a kilencedik évad első, a Mr. Garrison vadiúj vaginája című epizódban operálják nővé (a műtét miatt kapcsolata véget ért Mr. Furkóval), de a Leszbi uralom című epizódban ráébred, valójában mégis a nőket kedveli és kijelenti magáról, hogy leszbikus. A 12. évad során nyilvánvalóvá válik, hogy megbánta a műtétet, ezért a Júj, egy fütyi! című részben kalandos körülmények közt ismét férfivé operálják. Ettől függetlenül homoszexuális marad, és később egy Rick nevű férfival lép állandó kapcsolatra.
A szereplőt az első néhány évadban rasszistának (visszatérő geg volt, hogy minden karácsonykor a mexikóiak kiirtására tett javaslatot), továbbá mentálisan sérültnek és szkizofrénnek ábrázolták, aki sötétebbik énjét, szorongásait és elfojtott hajlamait egy kesztyűbábra, Kalap úrra (eredetileg Mr. Hat) vetítette ki – Garrison rövid időre Gally úrral (Mr. Twig), egy ruhába öltöztetett faággal helyettesítette Kalap urat. Mássága bevallása után Garrison még egy ideig használta Kalap urat az óvodások oktatása során, de negyedikes tanári állásának visszaszerzése és a Mr. Furkóval létesített kapcsolata után végleg megvált a bábutól. Az "Oltásügyi különkiadás" című epizódban aztán az "elitek" átalakítják Szolgálat urat Kalap úrrá, így az ismét visszatér. Érdekesség, hogy Kalap úr alakját Trey Parker egyik iskolai tanárának hasonló bábuja ihlette.

### Mr. Mackey
Mr. Mackey (eredeti hangja Trey Parker, magyar hangja először Kerekes József, majd Bardóczi Attila, később Rosta Sándor) a South Park-i általános iskola tanácsadója, gúnynevén "pszichomókus". A szereplő zöld inget, kék farmert, kék nyakkendőt és kék cipőt hord; ritkuló, fekete haja van és vastagkeretes szemüveget visel.
Mackey leginkább a hatalmas fejéről és sajátos beszédstílusáról ismert (az eredeti verzióban az „m'kay?”, magyarul a filmtől a 4. évadig, majd a 14. évadtól „értem?” az ötödiktől a 13.-ig „okés?” szót a mondatai végén feltűnően sokszor használja, valamint sokszor használta a „bizony” szót a filmben). Ez a jellegzetes beszédstílus onnan ered, hogy amikor Trey Parker gyerek volt, az egyik tanára mindig hasonló módon beszélt. Maga a neve a "Mackey" is az "m'kay"-re történő utalás.
Az Ike körülmetélése című részben a túl szoros nyakkendője miatt nagy a feje, viszont A gyerekmolesztálás nem mulatságos című epizód szerint – melyben a szülei is szerepelnek – ez családi vonás. További érdekesség, hogy amikor a Szexuális felvilágosítás óra egyik jelenetében leveszi az ingét, a fejének mérete nem változik meg. Mr. Mackey a Damien című rész óta szerepel a sorozatban, azóta szinte folyamatosan az iskola alkalmazottja – leszámítva Az Ike körülmetélése című epizódot, melyben egy balul sikerült drogellenes előadás miatt rövid időre elbocsátják állásából. Mr. Mackey alkalmanként óraadó tanárként is dolgozik, az iskolás fiúknak ő tartott szexuális felvilágosítást (Szexuális felvilágosítás óra), eközben intim kapcsolatba bonyolódott az iskola másik tanárával, Ms. Choksondikkel. A nő váratlan halála után Mackey egy ideig helyettesítő tanár volt a negyedikesek osztályában, Mr. Garrison visszatéréséig. Számos epizódban úgy jelenik meg, mint aki az éppen divatos újdonságok híve ("Gluténmentes ebola", "A barackpakolás"), máskor viszont éppen hogy megriasztják a változások és az új dolgok ("Szopóroller", "Vissza a hidegháborúba").

### Séf bácsi
Séf bácsi (Jerome McElroy, magyar hangja Harsányi Gábor) az iskolai menza szakácsa volt, a főszereplő gyerekek barátja. A készítők a Séf bácsi visszatér című epizóddal írták ki Séfet a South Parkból, miután a szereplő eredeti hangja, Isaac Hayes kilépett a sorozatból, majd később elhunyt.

### Egyéb alkalmazottak
- Mr. Richard Adler az iskolai barkácstanár (magyar hangja Kerekes József), enyhén túlsúlyos, fehér inget és zöld mellényt, valamint bézs színű nadrágot visel. Barna haja van, és erősen kopaszodik. A legemlékezetesebb tulajdonsága az, hogy idegesíti, amikor a tanulói túl sokat „buzgálkodnak”. A menyasszonya elvesztésének emléke miatt a Tweek vs. Craig című epizódban sokáig rémálmok gyötörték, ezért először megkísérelt öngyilkos lenni, de végül sikerült maga mögött hagynia múltját. Az említett rész óta csupán a háttérben lehet látni és ritkán szólal meg az egyes epizódokban.
- Mrs. Claridge a főszereplő fiúk óvónője volt, az Ovi-Sokk című epizódban tűnt fel először. Ebből a részből kiderült, hogy a négy főszereplő annak idején az óvodában tűzoltósat akart játszani, ezért megkérték Trent Boyettet, az óvodai csoport legrosszabb gyerekét, hogy gyújtson nekik tüzet. A lángok azonban hamar továbbterjedtek és a tűz eloltását megkísérlő Ms. Claridge súlyosan megégett. Az eset után egy ultramodern kerekes székkel kell közlekednie, de nem tud beszélni, ezért az igen/nem választ egy kijelző és egy hangjelzés segítségével fejezi ki.[49] A tanárnő egy rövid jelenet erejéig az Eric Cartman halála című epizódban is feltűnik, melyben Eric Cartman egy gyümölcskosarat ad át neki, hogy ezáltal jóvátegye bűneit.
- Mr. Derp A Szivola című epizódban szakácsként dolgozik, miután Séf otthagyta az állását. Bárgyú szereplő, aki helyzetkomikummal próbálja szórakoztatni a gyerekeket. Később egy-egy rövid jelenet erejéig a Timmy, a Káosz Professzor és a Cartmanland – Cartman saját vidámparkja című részekben is feltűnik.
- Gólem nővér (Nurse Gollum, magyar hangja Tóth Judit) az iskolai ápolónő, akinek egy halott csecsemő van az arcához nőve[50] (mivel egy fiktív betegségben, úgynevezett „töppedt ikerszarkómában” szenved). Először A töppedt ikerszarkómás ápolónő című epizódban szerepelt, de feltűnt a Torzszülöttek sztrájkjában is.
- Vackor néni (eredeti, teljes nevén Ms. Veronica Lee Crabtree, magyar hangja Némedi Mari) az iskolabuszt vezette. A szereplő leginkább a Forrest Gump című film buszvezetőjére hasonlított. Üldözési mániában szenvedett vagy legalábbis mentálisan instabil volt és különös módon egy madár fészkelt a hajában. Gyakran kiabált a gyerekekkel, akik ezután valamilyen sértést vágtak a fejéhez. Vackor néni talán a Vackor néni busza című epizódban a legjelentősebb, a szereplőt a nyolcadik évad végén, a Cartman hihetetlen képessége című epizódban ölte meg egy sorozatgyilkos.[51]
- Victoria igazgatónő (magyar hangja Náray Erika, később Nyírő Bea) az iskola igazgatónője, általában Mr. Mackey-vel szokott együtt mutatkozni. A szereplő – aki egyébként Victoria Principal színésznő paródiája (eredeti angol neve is erre utal) – rózsaszín blúzt és fekete nadrágot visel, sűrű szőke haja van és szemüveges. A 19. évad elején elhagyja az iskolát, miután Mr. Mackey elérte, hogy kirúgják.
- PC igazgató (magyar hangja Varga Rókus) az iskola jelenlegi igazgatója a 19. évad óta. A politikai korrektség nagy szószólója, annak ellenére, hogy ő maga hipokrita módon ugyanúgy szokott embereket erőszakosan kezelni.
- Erős Nő a "Kőkemény PC-ség" című rész óta az iskola igazgatóhelyettese. Nevéhez híven erős és független nőként mutatkozik, aki szintén a politikai korrektség híve és feminista is. PC igazgatóval titkos párkapcsolatra lép, majd születik öt közös gyerekük, a PC-babák, akik már csecsemőként annyira politikailag korrektek, hogy bármilyen inkorrekt téma felbukkanásakor sírni kezdenek.

## Lásd még
- A South Park szereplői
- South Park-i családok listája
- A South Park mellékszereplői

## Külső hivatkozások
- South Park-i tanulók Archiválva 2009. október 10-i dátummal a Wayback Machine-ben a South Park Studios hivatalos weboldalon
- Magyarszinkron.hu – Lista az egyes szereplők eredeti és magyar hangjáról
- A sorozat szereplőinek listája a South Park Archives nevű honlapon